# Ніколс (Нью-Йорк)
Ніколс (англ. Nichols) — місто (англ. town) в США, в окрузі Тайога штату Нью-Йорк. Населення — 2347 осіб (2020).

## Демографія
Згідно з переписом 2010 року, у місті мешкало 2525 осіб у 990 домогосподарствах у складі 706 родин. Було 1089 помешкань
Расовий склад населення:
| - 98,8 % — білих - 0,4 % — чорних або афроамериканців |

До двох чи більше рас належало 0,6 %. Частка іспаномовних становила 1,0 % від усіх жителів.
За віковим діапазоном населення розподілялося таким чином: 22,5 % — особи молодші 18 років, 61,1 % — особи у віці 18—64 років, 16,4 % — особи у віці 65 років та старші. Медіана віку мешканця становила 43,0 року. На 100 осіб жіночої статі у місті припадало 101,5 чоловіків;  на 100 жінок у віці від 18 років та старших — 98,4 чоловіків також старших 18 років.
Середній дохід на одне домашнє господарство  становив 64 006 доларів США (медіана — 55 208), а середній дохід на одну сім'ю — 72 318 доларів (медіана — 66 125). Медіана доходів становила 48 542 долари для чоловіків та 39 375 доларів для жінок. За межею бідності перебувало 9,1 % осіб, у тому числі 17,6 % дітей у віці до 18 років та 6,0 % осіб у віці 65 років та старших.
Цивільне працевлаштоване населення становило 1189 осіб. Основні галузі зайнятості: освіта, охорона здоров'я та соціальна допомога — 21,1 %, роздрібна торгівля — 13,2 %, виробництво — 11,0 %, мистецтво, розваги та відпочинок — 10,6 %.